# Мори (міфологія)
Мо́ри (гал. і порт. mouros; від «маври» або від порт. morto, «смерть») — в галісійсько-португальській міфології карлики-чарівники, що живуть у лісах. Аналог гномів. Представники нечистої сили разом з відьмами і чортами. Були давнім пранародом, що володів магічними здібностями, вони — «поганці нехрещені, не відають ні законів, ні віри». Народна уява змальовує морів-чоловіків темношкірими і невизначеної форми, морів-жінок навпаки — прекрасними жінками-білявками (у деяких оповідках зближуються за описом з відьмами). У переказах називаються давніми будівничими і насельниками гробниць, захоронень, кастрів, римських шахт, і взагалі усього, де сучасні румовища, включно з середньовічними замками та іншого. Розповсюджений сюжет народної оповідки про морів, як ті діляться з людиною скарбами, які оберігають. З появою у Галісії за Середньовіччя загарбників-маврів народна уява пов'язала давні уявлення про карликів з образом мавра-іншовірця (інколи такі уявлення пов'язуються також з іншими ворогами — вікінгами, французами тощо). Крім казок і легенд моури зустрічаються у галісійській і португальській народній топонімії, і зазвичай вказують на наяву якихось руїн, кастрів, давніх захоронень, дольменів тощо. Також — мо́йри (порт. moiras), мориски (порт. mouriscas)